# Krömerova bouda
Krömerova bouda byla turistická chata vybudovaná roku 1917. Stála v Jizerských horách u paty přehrady Desná (známé též pod označením Protržená přehrada). Toto vodní dílo se 18. září 1916 protrhlo a jeho torzo se stalo oblíbeným cílem turistických výletů. Roku 1926 se podoba objektu změnila. Tehdy získala dřevník, sklep a v jejích prostorách se mohli turisté i ubytovat. Po druhé světové válce, v prosinci 1945, ale bouda vyhořela. Protože budovu vlastnil příslušník německého národa, existoval předpoklad, že žháři byli členové některé z Revolučních gard, jimž se také přezdívalo rabovací, které do Jizerských hor ležících v Sudetech přišly z československého vnitrozemí. V červnu 2016 se ovšem v tisku objevila zpráva, že boudu zapálili dva čeští turisté při neopatrné manipulaci s konzervou na kamnech.

## Útulna v21.století
Dne 22. června 2015 otevřely Lesy České republiky v místech shořelé stavby dřevěný přístřešek o rozměrech pět krát osm metrů uzavřený sedlovou střechou, jenž je označovaný za útulnu. Její vybudování stálo podnik 750 tisíc korun českých (dle jiných zdrojů 880 tisíc). Základy objektu tvoří kameny a železné traverzy. Vlastní stavba je ze smrkového dřeva. V její přední části se nachází zastřešené zápraží, které je ze tří stran zakryté. Zde mohou v případě nepříznivého počasí turisté i přespat. Za ním je uvnitř domku místnost, do níž již návštěvníci nemají přístup. Během roku 2016 by zde podle plánů podniku mělo vzniknout zázemí bufetu. Celý domek je zakryt střechou, v níž se nachází půda, kde lze uschovat například potraviny či pracovní nářadí. V zadní části domu střechu uzavírá komín od kamen, na nichž je možné během zimních měsíců ohřát jídlo či nápoje.